# Berg Mountains
Berg Mountains är ett berg i Antarktis. Det ligger i Östantarktis. Australien gör anspråk på området. Toppen på Berg Mountains är 675 meter över havet.
Terrängen runt Berg Mountains är kuperad åt nordväst, men åt sydost är den platt. Terrängen runt Berg Mountains sluttar norrut. Trakten är obefolkad. Det finns inga samhällen i närheten.